# دانشگاه سلطنتی و اسقفی مکزیک
دانشگاه سلطنتی و اسقفی مکزیک (به زبان انگلیسی Royal and Pontifical University of Mexico) در بیست و یکم سپتامبر سال ۱۵۵۱ توسط پادشاه کارل پنجم، امپراتوری مقدس روم تأسیس و در سال ۱۸۶۵ پس از ۳۱۴ سال، توسط فردیناند ماکسیمیلیان یوزف، تنها حکمران امپراتوری دوم مکزیک تعطیل شد.
این دانشگاه به عنوان اولین دانشگاه اسپانیایی زبان دنیا بحساب می‌آید که به صورت رسمی در آمریکای شمالی تأسیس شده است.
در سپتامبر سال ۱۹۱۰ دانشگاه مستقل ملی مکزیک (که یک دانشگاه دولتی‌ست) توسط جاستو سیرا نویسنده سرشناس مکزیکی، مورخ، روزنامه‌نگار، شاعر و شخصیت سیاسی نیمه دوم قرن نوزدهم و اوایل قرن بیستم، جهت احیای دانشگاه سلطنتی و اسقفی مکزیک بر پا شد. تا سال ۱۹۲۹ دانشگاه مستقل ملی مکزیک برای انجام فعالیت‌های علمی از ساختمان‌های قدیمی واقع در مرکز شهر مکزیکوسیتی که به دانشگاه اسقفی و سلطنتی تعلق دارد، استفاده می‌کرد یا بخشی از این ساختمان‌ها را در اختیار خود داشت. در سال ۱۹۲۹ به این دانشگاه استقلال داده شد تا بتواند به صورت مستقل و بدون نیاز به دولت برنامه‌هایش را محقق کند.